# Beach of Dreams
Beach of Dreams er en amerikansk stumfilm fra 1921 af William Parke.

## Medvirkende
- Edith Storey som Cleo de Bromsart
- Noah Beery som Jack Raft
- Sidney Payne som La Touche
- Jack Curtis som Bompard
- George Fisher som Maurice Chenet
- Josef Swickard som de Brie
- Margarita Fischer som Madame deBrie
- Templar Powell som Selm
- Gertrude Norman
- Cesare Gravina som Epnard